# Táo dại Nhật Bản

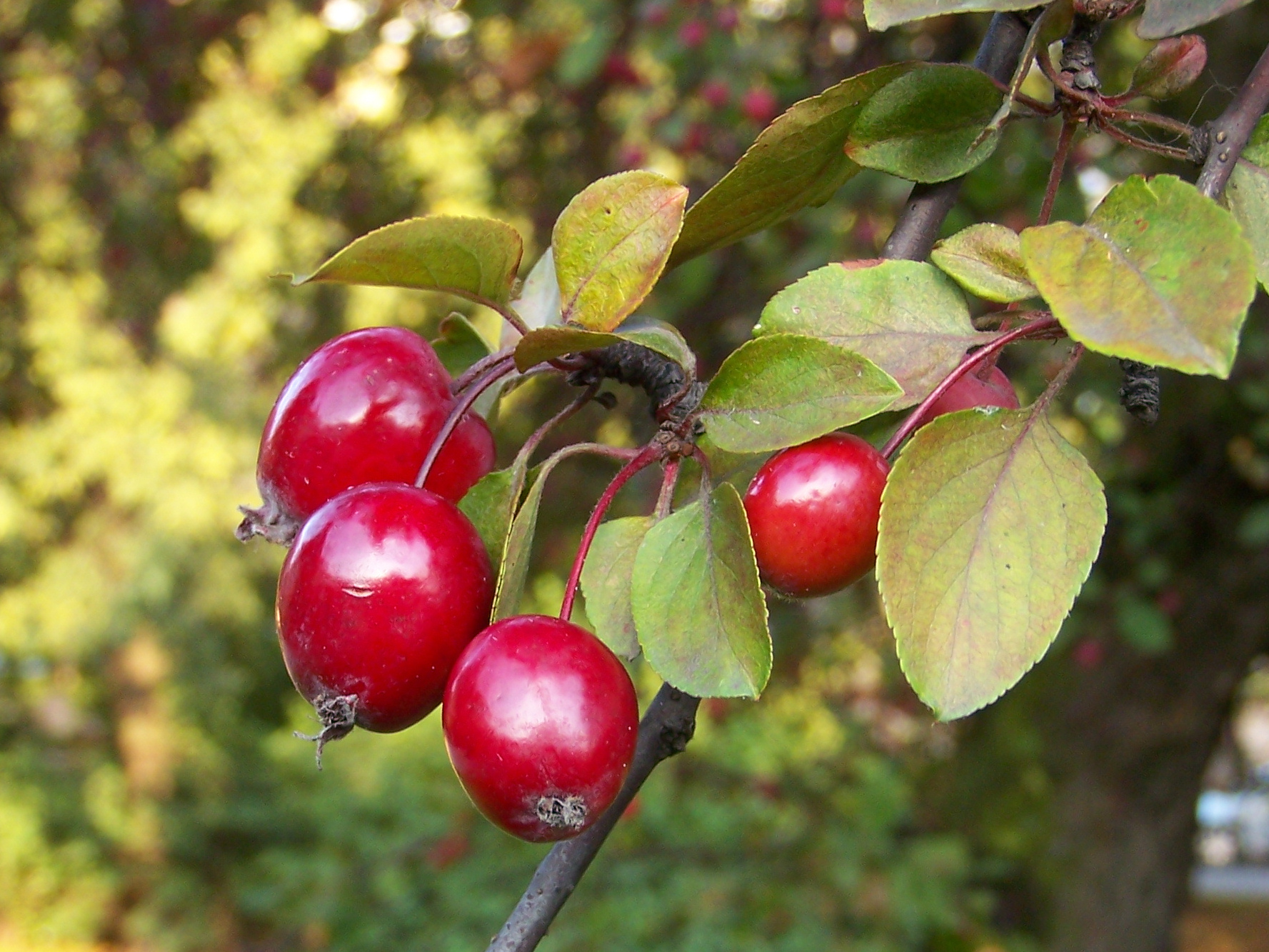
Quả

Táo dại Nhật Bản (danh pháp hai phần: Malus floribunda) là một loài thực vật thuộc chi Hải đường. Táo dại Nhật Bản phân bố ở Nhật Bản và Đông Á.

## Hình ảnh

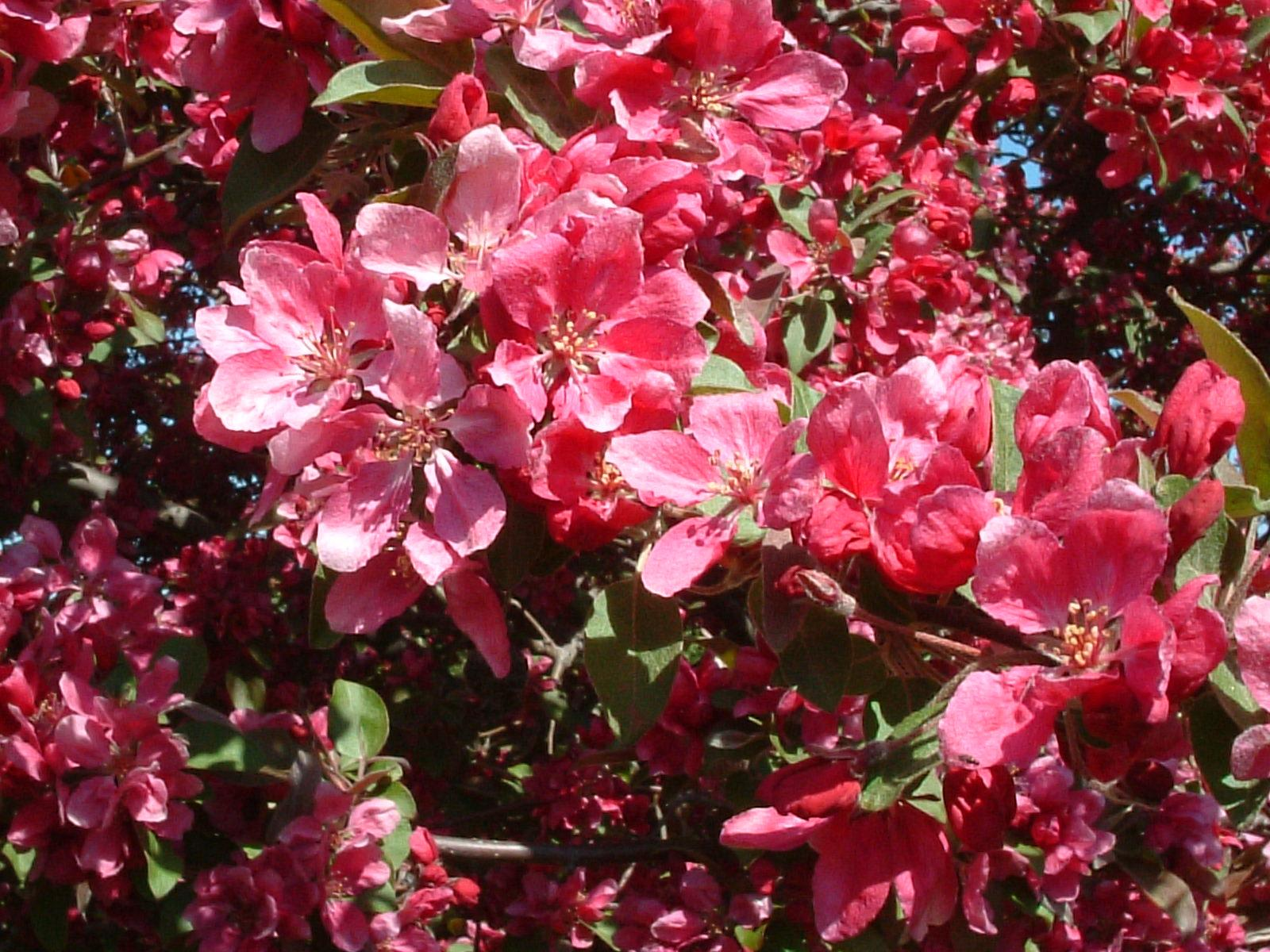
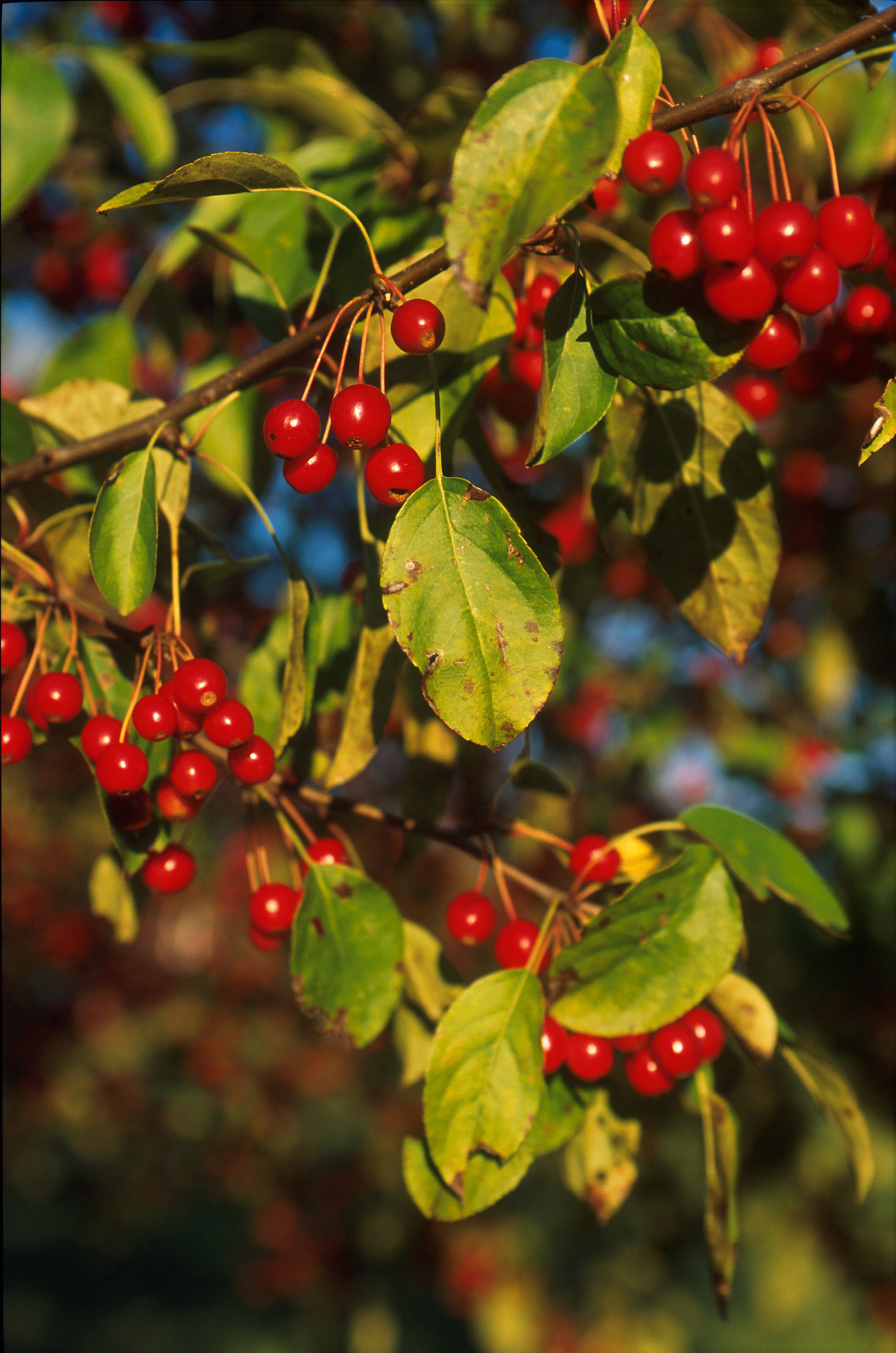
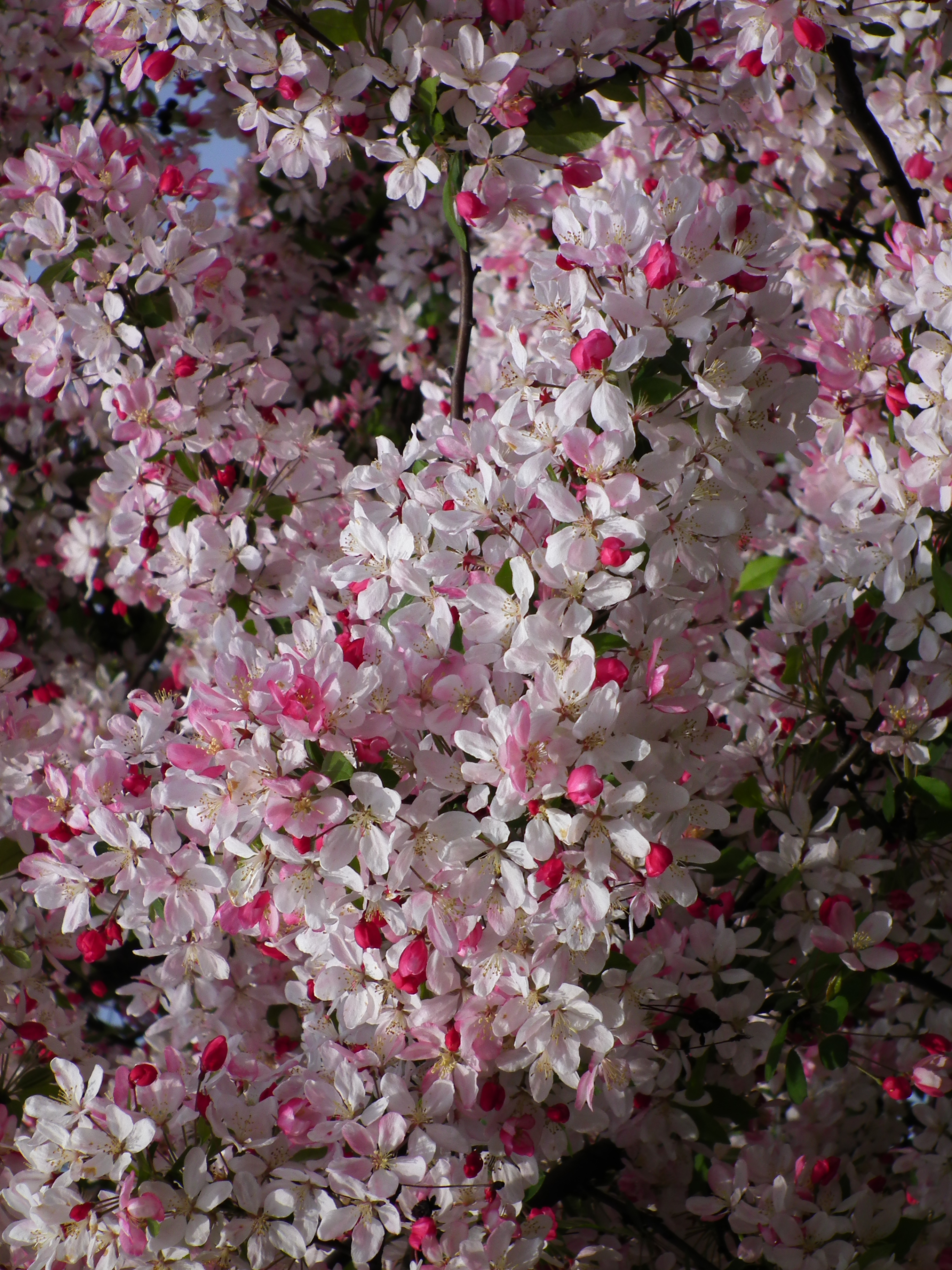